# Offenbachs Geheimnis
Offenbachs Geheimnis ist ein deutscher Fernsehfilm von István Szabó aus dem Jahr 1996.

## Inhalt
Paris 1855: Der Komponist Jacques Offenbach eröffnet sein eigenes Theater, die Bouffes-Parisiens, mit der Operette Les deux aveugles (Die beiden Blinden). Den Erfolg hat er dem Grafen von Morny zu verdanken, der Offenbach nach Kräften unterstützt und der bei der Formulierung der freizügigen und politisch anzüglichen Stellen des Librettos aktiv beteiligt ist. Der Film zeigt die erste, legendäre Aufführung des Theaters sowie die Premiere einer zweiten Operette, Croquefer (Ritter Eisenfraß), und zwar die Inszenierung auf der Bühne, was sich hinter den Kulissen abspielt sowie die Reaktionen des Publikums im Saal.

## Produktion und Veröffentlichung
Produziert wurde der Film von EuroArts Entertainment, Arte und dem ZDF. Die Choreographie schuf der ungarische Pianist und Komponist György Geszler. Es spielt das Rundfunk-Sinfonieorchester Saarbrücken unter der Leitung von Jia Lü (* 1964).
Die Rollen in Les Deux Aveugles singen und spielen Laurence Dale (Patachon) und Graham Clark. Die Rollen in Croquefer sind besetzt mit: Pál Makrai als Croquefer (Stimme Jorge Lopez-Yanez), István Bubik als Boutefeu (Stimme Justin Lavender), Sándor Sasvári als Ramass'-ta-Tête (Stimme Jeffrey Francis), Marcella Kertész als Fleur-de-Soufre (Stimme Inger Dam-Jensen), Géza Simon als Mousse-à-Mort, (Stimme Jonathan Barreto-Ramos).
Der Film hatte seine Fernsehpremiere am 10. April 1996 auf Arte.
2012 veröffentlichte Naxos eine DVD von Szabós Film zusammen mit dem Film The Missing Manuscript – The History of The Tales of Hoffmann, den Gérald Caillat 2004 für Idéale Audience, France produziert hat. Caillat dokumentiert in seinem Film die Geschichte des verlorenen Manuskripts von Hoffmanns Erzählungen und von Personen, die in diese „musikalische Detektivgeschichte“ involviert waren: Verleger, Inhaber von Rechten, Musikwissenschaftler, Operndirektoren, Dirigenten, Regisseure etc. aus Paris, New York und Hamburg bis nach Burgund. Diese Version hat eine Länge von 139 min.

## Kritik
Guido Fischer vom Rondo-Musikmagazin schreibt in seiner Besprechung der DVD: „Szabos Film ist […] nicht nur eine Einladung zu einer historischen Abendveranstaltung in die Bouffes-Parisiens, wo Tamás Jordan in die Rolle des Hausherrn und Dirigenten geschlüpft ist. Zugleich stellt Szabo in der Rahmenhandlung die diskussionswürdige Frage, ob Offenbach nicht doch nur Spielball politischer Intrigen war.“ und TV Spielfilm merkt an: „Regisseur István Szabó […] zeigt anhand von Offenbachs inzwischen legendären Aufführung, wie zeitlos das Spiel von Macht und Ohnmacht ist,“